# Лудвиг фон дер Асебург
Лудвиг фон дер Асебург (на немски: Ludwig von der Asseburg; * ок. 1463; † 15 април 1517) е благородник от род фон дер Асебург, наследствен господар на Найндорф, Пезекендорф и на част от замък Фалкенщайн в Саксония-Анхалт.

## Произход и наследство
Той е най-малкият син на Корд V/Курт V фон дер Асебург цу Хадмерзлебен († 1478) и съпругата му Хайлевих фон Хойм? († сл. 1477). Внук е на Корд фон дер Асебург цу Найндорф († 1430) и Лена фон Фреклебен. Правнук е на Конрад (Корд) фон дер Асебург († 1407). Потомък е на рицар Буркхард фон Волфенбютел, преименуван на фон дер Асебург († 1303/1312) и Кунигунда фон Халермунд († 1302/1304). Брат е на Корд фон дер Асебург († 1493/1495), Бернд фон дер Асебург († сл. 1472), София фон дер Асебург († сл. 1501) и на Аделхайд фон дер Асебург († сл. 1486).
Потомък е на Видекинд фон Волфенбютел († ок. 1118), който построява водния замък Волфенбютел и е основател на фамилията фон Волфенбютел, от която произлиза фамилията „фон дер Асебург“ от замък Асебург при Волфенбютел. Замъкът Асебург на река Асе при Волфенбютел е построен през 1218 – 1223 г. от трушсес Гунцелин фон Волфенбютел († 1255), държавник и военачалник.
През 1437 г. братята Бусо и Бернд IV фон дер Асебург поучават замък Фалкенщайн от епископството Халберщат. Замъкът остава собственост на фамилията до отчуждаването му след Втората световна война. През 1463 г. фамилията получава рицарското имение Пезекендорф.

## Фамилия
Лудвиг фон дер Асебург се жени ок. 1494 г. за Гизела фон Даненберг (* ок. 1471; † ок. 1504), дъщеря на Хайнрих фон Даненберг († 1489) и Катарина фон Хойм. Те имат четири деца:
- Йохан фон дер Асебург/VIII († 17 май 1567, убит при Кашау/Кошице, Словакия), императорски полковник, женен за Клара фон Крам († 13 юли 1579); имат 10 деца
- Марта фон дер Асебург († сл. 1576), омъжена за Еразмус фон Бортфелд
- Мария фон дер Асебург († сл. 1579), омъжена за фон Щамер († пр. 1579)
- Катарина фон дер Асебург († сл. 1531/сл. 1542), омъжена за граф Курт II фон дер Шуленбург († ок. 1514/1542, Ритерхаузен), син на граф Фриц V фон дер Шуленбург († 1502/1505) и Армгард фон Алвенслебен († сл. 1505)

## Галерия
- Останки от замък Асебург при Волфенбютел
- Дворец Найндорф
- Замък Фалкенщайн, Харц, 1890 – 1900
- Бившото имение дворец Пезекендорф